# Malīch-e Bozorg
Malīch-e Bozorg (persiska: ملیچ بزرگ) är en ort i Iran.   Den ligger i provinsen Khuzestan, i den centrala delen av landet, 600 km söder om huvudstaden Teheran. Malīch-e Bozorg ligger 10 meter över havet och antalet invånare är 133.
Terrängen runt Malīch-e Bozorg är mycket platt.Runt Malīch-e Bozorg är det ganska tätbefolkat, med 144 invånare per kvadratkilometer. Närmaste större samhälle är Dāmgheh-ye Bozorg, 11,9 km norr om Malīch-e Bozorg. Trakten runt Malīch-e Bozorg är ofruktbar med lite eller ingen växtlighet.